# جمهوری خودمختار شوروی سوسیالیستی قرقیزستان (۱۹۲۶–۱۹۳۶)
جمهوری خودمختار شوروی سوسیالیستی قرقیزستان (به لاتین: Kirghiz Autonomous Socialist Soviet Republic) یک جماهیر خودمختار اتحاد شوروی در اتحاد جماهیر شوروی سوسیالیستی است که در جمهوری فدراتیو سوسیالیستی روسیه شوروی واقع شده بود.
اتحاد جماهیر شوروی قرقیزستان در ۱۱ فوریه ۱۹۲۶ در منطقه پیشین آسیای مرکزی اتحاد جماهیر شوروی، در درون خاک اتحاد جماهیر شوروی روسیه ایجاد شد، زمانی که استان خودمختار قرا-قرقیز قرقیزستان به عنوان جمهوری سوسیالیستی دوباره سازماندهی شد. در ۵ دسامبر ۱۹۳۶ به جمهوری سوسیالیستی قرقیزستان شوروی (مستقل از جمهوری سوسیالیستی روسیه شوروی)، یکی از جمهوری‌های تشکیل‌دهنده اتحاد جماهیر شوروی تبدیل شد.